# Maison Schneemelcher
 (mai 2023).
La Schneemelcher-Haus est un bâtiment à colombages classé de la ville de Quedlinburg en Saxe-Anhalt, en Allemagne.
Il est situé à l'adresse Marktstraße 6, au nord de la place du marché de la ville, et est un site du patrimoine mondial de l'UNESCO. 

## Description
La maison à colombages de trois étages a été construite en 1562, ce qu'indique une inscription sur le bâtiment. La façade ornée est particulièrement remarquable. Il y a une inscription sur le bâtiment : Nécessité enseignée pour construire la maison. Cela a abouti à un confort majestueux, mais ajouter de l'opulence serait un péché. Le sous-sol a été construit au XXe siècle.
Dans un prolongement côté cour se trouve un escalier à vis sur deux étages.

## Liens
- Falko Grubitzsch dans : Georg Dehio : Manuel des monuments de l'art allemand. Saxe-Anhalt. Tome 1 : Ute Bednarz, Folkhard Cremer et autres : Arrondissement de Magdebourg. retravailler. Deutscher Kunstverlag, Munich et autres 2002,  (ISBN 3-422-03069-7), page 754.
- Wolfgang Hoffmann : Quedlinbourg. Un guide de la ville du patrimoine mondial. 13. édition. Schmidt-Buch-Verlag, Wernigerode 2010,  (ISBN 978-3-928977-19-7), page 39.
- Office d'État de Saxe-Anhalt pour la préservation des monuments (éd. ): Liste des monuments de Saxe-Anhalt. Volume 7 : Falko Grubitzsch, avec la participation d'Alois Bursy, Mathias Köhler, Winfried Korf, Sabine Oszmer, Peter Seyfried et Mario Titze : District de Quedlinburg. Tome 1 : Ville de Quedlinburg. Tête de mouche, Halle 1998,  (ISBN 3-910147-67-4), p.178.